# 성시완
성시완(1961년 8월 24일~) 전 라디오 방송 DJ, 시완레코드 대표이며 대한민국에 아트록, 프로그레시브 록을 보급한 사람이다.

## 개요
서울의 대성고등학교와 성균관대학교, 미국 미시간주의 웨인주립대학교를 나왔다.
1981년 문화방송(MBC)이 개최한 '제1회 전국대학생 DJ 콘컨테스트'에서 대상을 차지하고, 이듬해인 1982년 4월 문화방송 라디오(MBC-FM)에서 대학생 신분으로, 대한민국 최초의 프로그레스브 록 및 아트록 전문 프로그램인 음악이 흐르는 밤에를 진행하였다.
1989년 시완레코드의 전신인 시완레코드 뮤지엄을 설립하여 희귀음반 라이센스 제작의 문을 열었고, 1992년 국내에선 처음으로 아트록 및 프로그레시브 록 전문지인 아트락 매거진을 발간하여 다양한 음반들을 소개함으로써 마니아층의 저변을 넓히는 데 크게 기여하였다. 1993년에는 시완레코드를 설립, 유럽 등지의 프로그레시브 록 및 아트록 희귀 음반과 숨은 명반들을 다수 라이센스로 제작 출시하여 큰 반향을 불러 일으켰다.
2000년대 중반들어 음반 시장이 피폐해짐에 따라 공연 기획자로 활동폭을 넓혀, 뉴 트롤스, 라떼 에 미엘레, 르네상스, 오산나, 스파이로자이라의 마틴 코커햄(Martin Cockerham), 일 템피오 델레 클레시드레(모래시계 사원, Il tempio delle clessidre) 등 국내에선 좀처럼 보기 힘든 이탈리아, 영국의 유명 뮤지션들의 한국공연을 성사시켰다. 1980년대 초까지만해도 프로그레시브 록, 아트록의 불모지였던 한국에서 이를 본격적으로 소개 보급한 선구자이자 개척자로 평가받고 있다.
2017년 경인방송에서 '사이언스 라디오'를 진행한 바 있다.

## 참고 문헌
- '아트록의 선구자' 성시완 음반 전시회 (2008년 6월 29일자 MBC 뉴스)[깨진 링크(과거 내용 찾기)]
- 미술관으로 나들이한 희귀 음반 ‘성시완 히스토리’(2008년 6월 17일자 시사IN)[깨진 링크(과거 내용 찾기)]
- 아트록의 선구자 성시완 "40년 모은 희귀 음반에 내 인생 담았죠" (2008년 6월 25일자 주간한국)
- "대중이 변해야 음악이 산다" (2005년 7월 15일자 세계일보)
- 난해하지만 아름다운 록의 미학 (2006년 7월 23일자 한대신문)[깨진 링크(과거 내용 찾기)]
- 사이언스 DJ로 돌아온 성시완 "음악의 기원은 본래 과학" (2017년 3월 13일자 인천일보)